# 茨維特科韋 (瓦西里夫卡區)
47°21′6″N 34°42′26″E / 47.35167°N 34.70722°E
茨維特科韋（烏克蘭語：Цвіткове）是位於烏克蘭東南部的村莊，由扎波羅熱州瓦西里夫卡區布拉霍維申卡市鎮責管轄。該村始建於1920年，面積0.32平方公里，2001年人口88，人口密度每平方公里300人。